# Gótikus regény

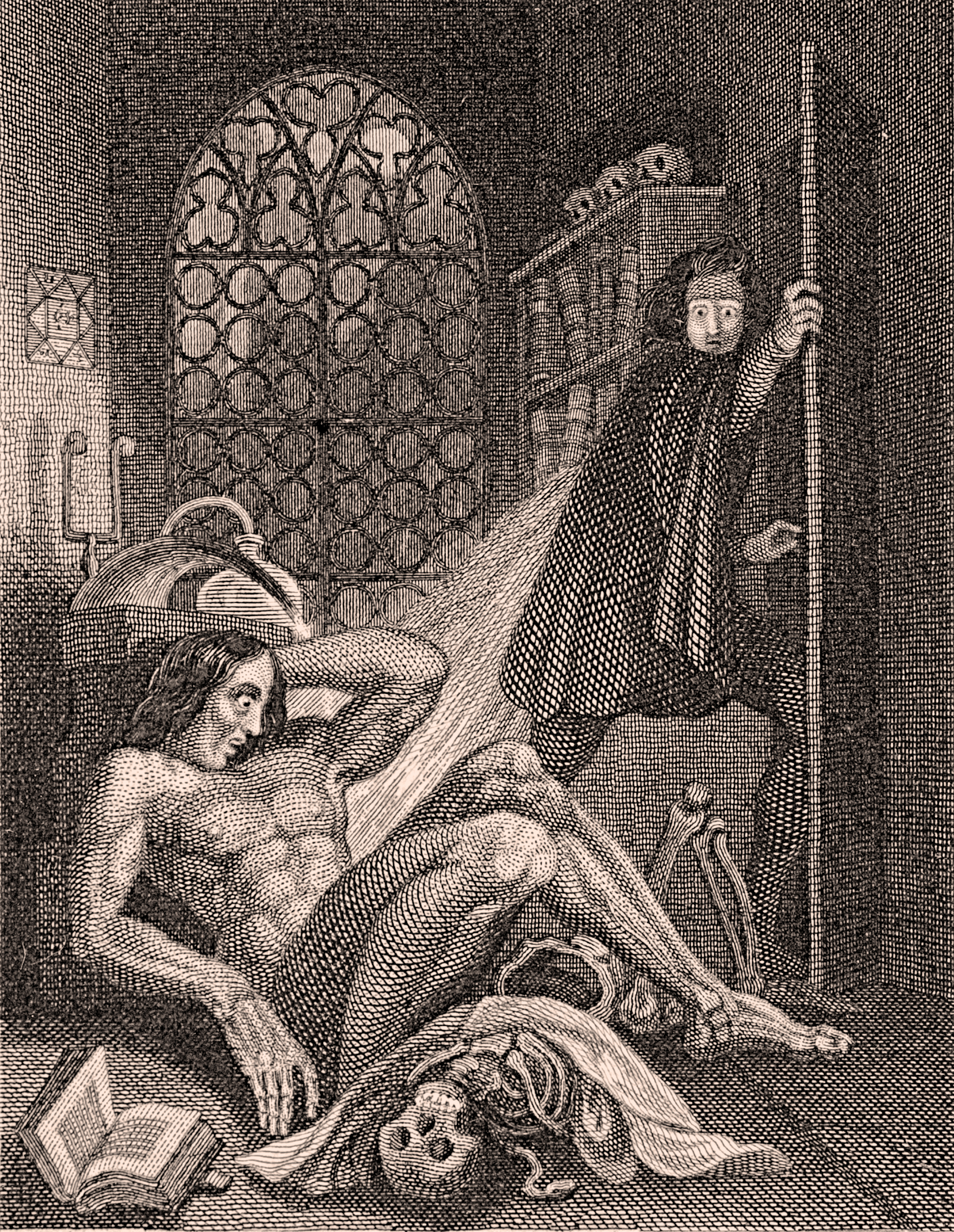
Illusztráció Mary Shelley Frankenstein regényéhez 1831-ből

A gótikus regény irodalmi műfaj, a romantika egyik előfutára; virágkora 1750 és 1820 közé esik. Középkori környezetben játszódó rémtörténetek és kísértethistóriák tartoznak a műfajba, melyek elhagyatott, ódon várkastélyokban és egyéb félelmetes helyszíneken játszódnak. A műfajt az angol Horace Walpole teremtette meg Az otrantói várkastély című regényével. A műfaj az 1800 körüli években hanyatlani kezdett, ekkor már klasszikus paródiája is megszületett Jane Austen tollából (A klastrom titka). Tágabb értelemben véve gótikus regénynek nevezik a 19. századi kísértet- és vámpírtörténeteket. A műfaj ma is legismertebb alkotása Mary Shelley Frankenstein avagy a modern Prométheusz című regénye. A gótikus irodalom hagyományait Mervyn Peake építette tovább, aki a Gormenghast-trilógiával tisztelgett a tematika előtt, de Anne Rice Vámpírkrónikák sorozata és Stephen King A ragyogása is merít ebből a gótikus rémtörténetekből.